# 133834 Erinmorton
133834 Erinmorton este o planetă minoră (asteroid), cu un diametru de 5,357 km, din centura de asteroizi. A fost descoperită pe 16 decembrie 2003 la Catalina Station⁠(d) de Catalina Sky Survey. 
Obiectul prezintă o orbită caracterizată de o semiaxă mare de 2,6855578366374 UAi, o excentricitate de 0,22, o înclinație de 8,7 ° în raport cu ecliptica.